# Koeneniodes deharvengi
Koeneniodes deharvengi är en spindeldjursart som beskrevs av Bruno Condé 1981. Koeneniodes deharvengi ingår i släktet Koeneniodes och familjen Eukoeneniidae. Inga underarter finns listade i Catalogue of Life.